# 사무게오
사무게오(Samugheo)는 이탈리아 사르데냐 지방의 오리스타노도에 있는 코무네 (지방 자치체)로, 칼리아리 북쪽으로 약 80 킬로미터 (50 mi), 오리스타노 동쪽으로 약 30 킬로미터 (19 mi) 떨어져 있다.
사무게오는 다음 지방 자치체와 접해 있다: 알라이, 아수니, 아트차라, 부사키, 라코니, 메아나사르도, 오르투에리, 루이나스, 소르고노.

## 간략한 역사
이 지역은 신석기 시대부터 정착되었으며, 스펠룬카 오레의 도무스 데 야나스가 이를 증명한다. 가장 중요한 청동기 시대 유적은 파울레 루투루의 거인 무덤과 페르다 오루비아 누라게스이다. 종교적 관습과 메두사 여왕의 전설에서 이름을 딴 메두사 성의 형태로 비잔틴 시대의 흔적이 뚜렷하게 남아있다. 이 요새는 절벽면에 매달려 있으며, 전체가 대리석으로 파내어져 있다. 4~5세기에 처음 건설되었고 12세기까지 단계적으로 건설이 계속되었다. 유적은 상당히 무성하게 자랐지만, 여전히 벽의 일부, 물통, 그리고 두 개의 탑의 잔해를 볼 수 있다. 종교 건물로는 16세기에 지어진 마을의 수호성인이자 전설에 따르면 역병으로부터 마을을 구했다고 하는 산 바실리오 교회, 라틴 십자형 구조와 후기 고딕 양식 장식을 특징으로 하며 아마도 13세기에 지어져 15세기에 확장된 산 세바스티아노 교회, 그리고 고대 이교도 사원 터에 해발 450미터 높이에 지어진 산타 마리아 디 압바사사 성당이 있다. 가장 오래된 교회는 현재 폐허가 된 산 미켈레 교회일 것이다. 이 마을의 이름은 한때 이 교회에서 유래했다고 생각되었는데, 카탈루냐어로는 산 미게우, 카스티야 스페인어로는 산 미겔로 알려져 있었다. 그러나 우고네 3세(1336년)의 유언장과 마요르 데 빌라 숨문글레오(1388년)의 또 다른 유언장이 이를 거짓으로 드러냈다. 가장 유명한 축제는 아 마이모네로, 바르바지아 전역의 가면을 전시하는 사무게오 카니발이다. 1월 중순에 열리는 산탄토니오와 산 세바스티아노의 모닥불은 카니발 기간으로 이어진다.

## 직물 공예 유산
이 마을은 수세기에 걸쳐 전해 내려오는 놀랍도록 귀중한 직물 공예 유산을 가지고 있다. 오리스타노도 만드로리사이 지역에 위치한 약 3000명의 주민이 거주하는 사무게오는 양탄자, 태피스트리, 전통 의상 생산으로 유명하다. 이곳은 이탈리아의 '진정한 마을(Borghi Autentici d’Italia)' 서킷의 일부이며, 외딴 언덕, 균열, 암벽, 샘물, 참나무 숲, 지중해성 관목림 사이의 푸르고 거친 바르바지안나('바르바지아의 관문') 풍경 속에 자리 잡고 있다. 이곳에는 수많은 동굴이 있다: '아킬라 동굴', 사 콘카 '에 수 쿠아두 동굴', 그리고 모래시계 모양의 부코 델라 키아베 동굴.
우리가 물어야 할 질문은 사무게오도 그런가 하는 것이 아니라, 사르데냐 전체 중에서 왜 오직 사무게오에서만 직조 예술이 그렇게 깊이 뿌리내려 독특한 발전을 이루었는가 하는 것이다. 이것은 답변할 수 없는 수사적인 질문이다. 수직 직조는 프리-누라기 시대와 누라기 시대부터 사르데냐 전역에 널리 퍼져 있었는데, 사무게오 근처를 포함하여 이 지역 전체에서 발견된 날실 추를 통해 알 수 있으며, 이곳에서는 방추뿐만 아니라 추도 발굴되었다.
최근 역사에서 사르데냐를 비롯한 많은 지역에서 개인적인 용도의 직조는 봉건 경제의 매우 중요한 부분이었고, 대부분 여성에 의해 수행되었다. 어머니들은 딸들에게 실을 잣고 직물을 짜는 법을 가르쳤고, 섬유를 염색하는 기술과 장식 패턴의 비밀은 종종 진정한 가족 재산으로 평가되었다. 딸들은 이 기술을 배운 후 곧바로 실천에 옮겨 미래 결혼을 위한 지참금을 만들었다. 여기에는 담요, 시트, 수건, 관 덮개, 작업 앞치마, 빵용 냅킨, 셔츠 천, 그리고 미래 남편에게 줄 배낭도 포함되었다.
앙기우스는 사무게오에서 19세기 중반에도 직조는 가족의 필요뿐만 아니라 시장을 위해서도 수평틀로 이루어졌으며, 그는 이를 마을 주민들의 노고 덕분이라고 말한다. 양모를 위한 양이나 리넨 줄기를 침수시킬 물이 부족하지 않았던 것을 보면, 방대한 양의 원자재도 어느 정도 영향을 미쳤을 것이다.
우리가 아는 것은 1950년대와 1960년대 사이에 사무게오가 섬유 제조의 번성하는 중심지였으며, 이는 지역 경제에 큰 이득을 가져왔다는 점이다. 사용된 기술은 사르데냐의 다른 지역과 같았지만, 사무게오에서는 금속 막대를 사용하여 배경 천에서 돌출된 고리로 만들어지는 un’in dente와 같은 오래된 방법도 사용했다. 형성된 솟아오른 매듭 그룹은 품목의 장식 디자인을 만들면서 동시에 직물을 강화하여 더 큰 내마모성을 보장했다. 이것은 오늘날까지도 사르데냐 직조가 언급될 때 많은 사람들의 마음에 떠오르는 스타일의 시작을 알렸다.
그 이후 사무게오에서 생산된 직물은 시장에서 큰 성공을 거두었으며, 그 결과 수공 직조가 지역 경제의 원동력이 되었다. 현재 가장 수요가 많은 품목은 양탄자, 가방, 테이블 린넨, 시트, 수건 외에도 커튼, 침실 세트, 램프, 벽걸이, 양탄자, 테이블 중앙 장식품, 태피스트리 등이다.